# جورج ليغ
جورج ليغ (بالإنجليزية: George Legg)‏ هو لاعب كرة قدم بريطاني في مركز حراسة المرمى، ولد في 30 أبريل 1996 في ريدنغ في المملكة المتحدة. لعب مع نادي ريدنغ.

## وصلات خارجية
- جورج ليغ على موقع قاعدة بيانات كرة القدم.إي يو (الإنجليزية)
- جورج ليغ على موقع Soccerway.com (الإنجليزية)